# 朗島
68°37′19″N 14°56′27″E / 68.6220°N 14.9407°E

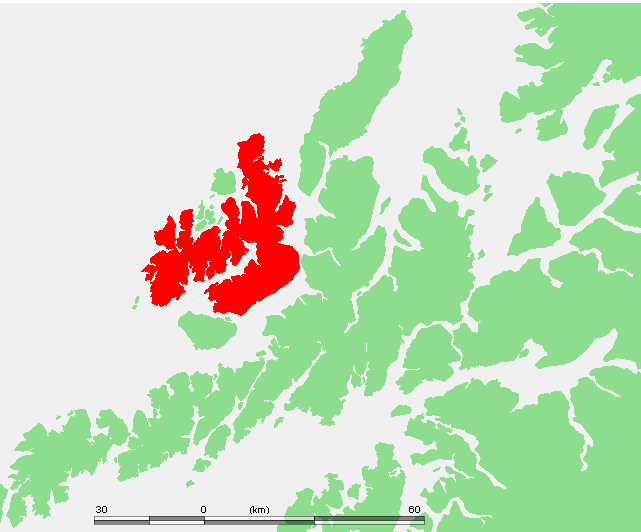

朗島是挪威的島嶼，位於該國北部挪威海，由諾爾蘭郡負責管轄，長50公里、寬40公里，面積850平方公里，是該國第三大島嶼，最高點海拔高度763米，2001年人口15,844。